# Miguel Babiloni
Miguel Babiloni (Barcelona, 1831-Barcelona, 1872) fue un cantante y pintor escenógrafo español.

## Biografía
Nació en Barcelona el 25 de noviembre de 1831. Aficionado a la música, cultivó el canto. Según Saldoni, «estaba dotado de una muy fuerte y voluminosa voz de tenor», lo que le mereció aplausos cuando interpretó óperas como Ernani en diversas sociedades filarmónicas y en el teatro del Circo. Se desempeñó como pintor escenógrafo. Falleció en Barcelona el 11 de febrero de 1872.